# هپتاسن
هپتاسن (به انگلیسی: Heptacene) یک ترکیب شیمیایی با شناسه پاب‌کم ۵۴۶۰۷۱۲ است. 